# Политическая теология
Полити́ческая теоло́гия ― направление в политической мысли, посвящённое исследованию связи между богословскими концепциями и политикой.
Термин «политическая теология» также часто используется для обозначения религиозных воззрений относительно фундаментальных политических проблем. Такие ученые, как Карл Шмитт, использовали его для обозначения религиозных понятий, которые с течением времени оказались секуляризированы и, таким образом, стали понятиями политическими.
Политическая теология раньше ассоциировалась почти исключительно с христианством, но в XXI веке учёные начали обращаться с этой перспективы и к прочим религиям. Известный тезис Шмитта из «Политической теологии» (1922) о том, что в основе современных политических концептов («права», «представительство», «суверенитет», «равенство перед законом») лежат теологические понятия, в современной политической теории является общепринятым.

## Терминология
Термин «политическая теология» широко используется авторами, исследующими различные аспекты отношений между верующими и политикой. Так, он часто употребляется в контексте рассуждений о работах Августина Блаженного, Фомы Аквинского, Мартина Лютера и Жана Кальвина, а также описания православной теории симфонии властей.
По распространенному мнению, в современный период этот термин впервые употребил Михаил Бакунин в полемическом сочинении 1871 года «Политическая теология Мадзини и Интернационал», ответом на который, возможно, был трактат немецкого юриста Карла Шмитта «Политическая теология» (1922), хотя сам Шмитт не упоминал работу Бакунина. Квок Пуи-лан утверждает, что, хотя Шмитт, возможно, и придал термину его современное значение, но политическая теология формировалась и в других частях света, в том числе в Азии, причём по совершенно другим траекториям. Например, в 1930-х годах в Китае протестант Ву Яоцзун отстаивал необходимость проведения масштабной социальной революции, чтобы та спасла и Китай, и весь мир. Данный термин также употребляется в контексте рассуждений и роли корейских протестантов в националистическом движении начала XX века.
Другой термин, который часто занимает похожее место в академическом дискурсе, ― «публичная теология». Утверждается, что в то время, как политическая теология больше ориентирована на государство и правление, публичная теология рассматривает влияние религиозных доктрин на гражданское общество.

## История и направления
В процессе своего исторического развития политическая теология видоизменялась, меняла своё направление исследований и базовые положения. Одной из самых удачных классификаций является предложенное Э.-В. фон Бёкенферде разделение политической теологии на институциональную, юридическую и этическую. Некоторые исследователи выделяют два подхода к политической теологии: традиционалистский правый, призывающий к «моральной реформе» индивида (например, в работах Клайда Уликокса God’s Warriors [1992] и Теда Джеленса The Political World of the Clergy [1993]), а также левый подход, сфокусированный на «социальной справедливости» (например, в сочинениях Джеффри Хэддена The Gathering Storm in the Churches [1969] и Гарольда Квинли The Prophetic Clergy [1974]).
Наиболее древней и разработанной является институциональная политическая теология. Её истоки восходят к римскому учёному Марку Варрону. Он выделял три вида теологии: естественную, мифическую и гражданскую. Именно последняя явилась прототипом политической теологии, так как в её рамках, по мнению античного автора, должны были обсуждаться вопросы публичного поклонения богам, установления пантеона божеств в том или ином государстве, то есть вопросы религии в её аспекте взаимодействия с общественной жизнью, её роли в поддержании политического единства.   
Институциональная политическая теология занимается вопросами основ функционирования, определением тех правил, по которым действуют политические институты, основываясь на Священном писании, Откровении. Мыслители данного направления являлись представителями христианской религии. К ним можно отнести Аврелия Августина, Фому Аквинского. Позднее отдельные аспекты её встречались в учениях Томаса Гоббса, Дж. Локка и др. К этому направлению относятся и рассуждения о легитимности верховной публичной власти, а также о соотношении светской и церковной властей, то есть вопросы функционирования политических систем в целом.      
Со всё большим отделением политических институтов от института церкви и религии значение приобрела этическая политическая теология, которая концентрируется на роли религии, церкви, в установлении неформальных моральных ограничений в политической сфере общества. Особенно большую популярность она приобрела после Второй мировой войны, во время которой люди продемонстрировали тотальный отход от моральных принципов в сфере политики. В рамках этого направления особенно большой вклад внёс Иоганн Баптист Метц, немецкий богослов, который писал о новой роли церкви в обществе, так как теперь она должна была противостоять идеологическому радикализму. 
Хотя политические аспекты христианства, ислама, конфуцианства и других традиций обсуждались на протяжении тысячелетий, политическая теология стала академической дисциплиной лишь в XX веке. Основы современной политической теологии заложил Карл Шмитт. В «Политической теологии» он утверждал, что «все точные понятия современного учения государстве представляют собой секуляризированные теологические понятия». Опираясь на философское наследие Томаса Гоббса и его «Левиафан», Шмитт утверждал, что государство существует для поддержания собственной целостности, чтобы обеспечить порядок в обществе во времена кризиса.
На тему политической теологии писали и многие нехристианские философы, такие как Юрген Хабермас, Джорджо Агамбен, Саймон Кричли и Славой Жижек. С начала XXI века начал своё развитие дискурс вокруг исламской политической теологии.
В 1990-х и начале 2000-х годов политическая теология стала важной темой в рамках общей теории права, конституционного права, международного права и истории права. Научная литература здесь в значительной степени опирается на наследие Карла Шмитта (хотя часто ― для опровержения его учения), сочинения Эрнесто Лакло, а также анализ современных политических явлений, таких как «Война против терроризма».

## В мире

### Китай
Политическая теология в Китае исследует литературное наследие китайских правителей, учёных и религиозных лидеров, посвящённое отношениями между религией и политикой. В течение двух тысячелетий китайская политическая теология основывалась на конфуцианском понимании религии и политики, хотя в разные периоды истории конфуцианской политической мысли представлял альтернативу буддизм. С середины XX века в общественном дискурсе Китая начало доминировать коммунистическое понимание религии.

### Германия
Георг Вильгельм Фридрих Гегель (1770―1831) оказал большое влияние на немецкую политическую теологию. Это влияние особенно очевидно на примере католического богослова Иоганна Баптиста Меца (род. 1928), который исследовал концепцию политической теологии на протяжении всей своей творческой работы. Сближаясь с марксизмом, он выступал за концепцию «страдающего Бога», который разделял боль своего творения. Мец критиковал то, что он называл буржуазным христианством, и считал, что христианское Евангелие менее заслуживает доверия, потому что оно запуталось в буржуазной религии. Его работа «Вера в историю и общество» развивает апологетику или фундаментальную теологию с этой точки зрения.
Двумя другими крупными исследователями политической теологии в Германии были Юрген Мольтман и Дороти Зёлле. Как и в работе Меца, концепция «страдающего Бога» занимает важное место в богословской программе Мольтмана. Политическая теология Мольтмана находилась под сильным влиянием марксистского философа Эрнста Блоха, и на Мольтмана, и на Зёлле сильно повлияли идеи теологии освобождения, как собственно и на Меца. Другое раннее влияние оказали философы Франкфуртской школы, особенно Вальтер Беньямин.

### Соединённые Штаты
Рейгольд Нибур также разработал богословское течение, сходное с воззрениями Меца в плане практического применения теологии. В 1930-х годах Нибур был лидером Социалистической партии Америки, и хотя он позже порвал с ней, левые идеи остались важной составляющей его концепции христианского реализма.
Стэнли Хауэрвас ― один из самых влиятельных исследователей современной политической теологии, хотя он и считает, что его работы лучше называть «теологической политикой». Хауэрвас активно критиковал политическое богословие Рейнгольда Нибура и Х. Ричарда Нибура и с неодобрением относился к попыткам христиан добиться политической власти, присоединившись к светской политической идеологии. Более того, он был жёстким критиком либеральной демократии, капитализма и милитаризма и утверждал, что все эти идеологии противоречат христианским убеждениям.